# Unidas Podemos Izquierda Unida Madrid en Pie
Unidas Podemos Izquierda Unida Madrid En Pie («Unides Podem-Esquerra Unida-Madrid Dempeus») és una coalició electoral constituïda per concórrer a les eleccions a l'Assemblea de Madrid de 2019. Presentada com una confluència entre Podem i la plataforma Madrid En Pie, integra a Podem, Esquerra Unida i Anticapitalistes Madrid.
La coalició es va registrar davant la Junta Electoral el divendres 12 d'abril a les 23:56 de la nit, a 4 minuts de la data límit per a la inscripció de coalicions electorals per a les eleccions autonòmiques, dins del marc d'intenses negociacions entre Podem Comunitat de Madrid i IU-Madrid. La concreció dels detalls de l'acord es va finalitzar a la matinada de dissabte.
Així, com a resultat de l'acord, a la configuració resultat de les primàries de Podem Comunitat de Madrid (liderada per Isa Serra) es va incorporar al número 2 a Sol Sánchez (IU-Madrid), al 6 a Vanessa Lillo (IU-Madrid), al 11 a Raúl Camargo (Anticapitalistes), al 12 a Fernando Jiménez (IU-Madrid) i al 16 a Carmen Rodríguez (IU-Madrid).